# حارس محمد
حارس محمد (انگلیسی: Haris Mohammed؛ زادهٔ ۳ مارس ۱۹۵۸) یک بازیکن فوتبال اهل عراق است.
وی همچنین در تیم ملی فوتبال عراق بازی کرده است.